# Opale
Pour les articles homonymes, voir Opale (homonymie).
L'opale est un minéraloïde composé de silice hydratée, de formule SiO2·n H2O, avec des traces d'aluminium, de potassium, de sodium et de calcium principalement. La teneur en eau est habituellement comprise entre 3 et 9 %, mais peut (rarement) dépasser 15 %. L'opale comporte parfois des cristallites de cristobalite, montrant parfois des défauts d'empilement de type tridymite.
L'opale est une espèce minérale reconnue officiellement par l'IMA, bien qu'elle soit amorphe.
On distingue quatre variétés structurales :
- Opal-CT (la lussatite des francophones) riche en cristobalite à défauts de type tridymite (d’où les deux lettres « C » et « T ») ;
- Opal-C, une forme encore à l’étude. Il semble que la base soit une cristobalite, présentant d’importantes anomalies de structures cristallines. Les différences sont assez franches pour la distinguer de la cristobalite ; de même le terme cristobalite-microcristalline n'est pas encore prouvé ;
- Opal-AG, l'opale la plus connue, formée de microsphères de silice amorphe, associées à des molécules d’eau dans des proportions variables. La lettre « A » désigne le caractère amorphe, la lettre « G » suggère que nous sommes en présence d’un gel ;
- Opal-AN (la hyalite des francophones), une forme amorphe (lettre A) comme la précédente mais cette opale apparait dans les formations volcaniques, où les pegmatites déposent la silice à des températures élevées. La lettre « N » (normal) rappelle que la structure en réseau est plus proche de la silice mais il reste tout de même des molécules d’eau dans des proportions significatives.

## Étymologie
L'origine du terme opale vient du mot sanskrit upala signifiant « pierre précieuse », qui est à l'origine du grec opallion et du latin opalus. Selon Pline l'Ancien :

« Formées de ce qui fait le mérite des pierreries les plus précieuses, elles ont offert à la description des difficultés infinies; car en elles se trouve le feu subtil de l'escarboucle, l'éclat purpurin de l'améthyste, le vert de mer de l'émeraude; et toutes ces teintes y brillent, merveilleusement fondues. Parmi les auteurs, les uns ont comparé l'effet général des opales à l'arménium, couleur employée par les peintres; les autres, à la flamme du soufre qui brûle, ou à celle d'un feu sur lequel on jette de l'huile. »

## Formation
L'opale peut se former par des processus biogéniques : certains organismes fabriquent leur squelette en opale-A. C'est le cas des radiolaires et des diatomées en particulier, ainsi que de rares foraminifères. A leur mort, les squelettes de ces organismes s'accumulent au fond de l'eau ; la roche formée par l'accumulation de ce sédiment est une radiolarite ou une diatomite, respectivement. On en connait d'eau douce et d'eau de mer.
En contexte géologique, l'opale est un minéral d'altération qui se forme dans les premières centaines de mètres sous la surface continentale par circulation d'eau, altération des roches silicatées, libération de silice dans l'eau, puis sa précipitation. On distingue les contextes d'altération météorique continentale des contextes d'altération hydrothermale mettant en jeu des circulations d'eau chaude dans les roches,,. Les minéraux s'altérant préférentiellement pour libérer de la silice dans l'eau sont les feldspaths d'une part et le verre volcanique d'autre part. La géochimie de la roche mère se lit généralement dans la composition des traces dans l'opale.
L'opale peut contenir des organismes fossilisés par perminéralisation, remplacement ou inclusion. En inclusion on ne trouve guère que des racines de plantes, mais en 2020 on a trouvé le premier animal ainsi fossilisé, la nymphe d'une cigale datant de 5 à 10 millions d'années.

## Optique

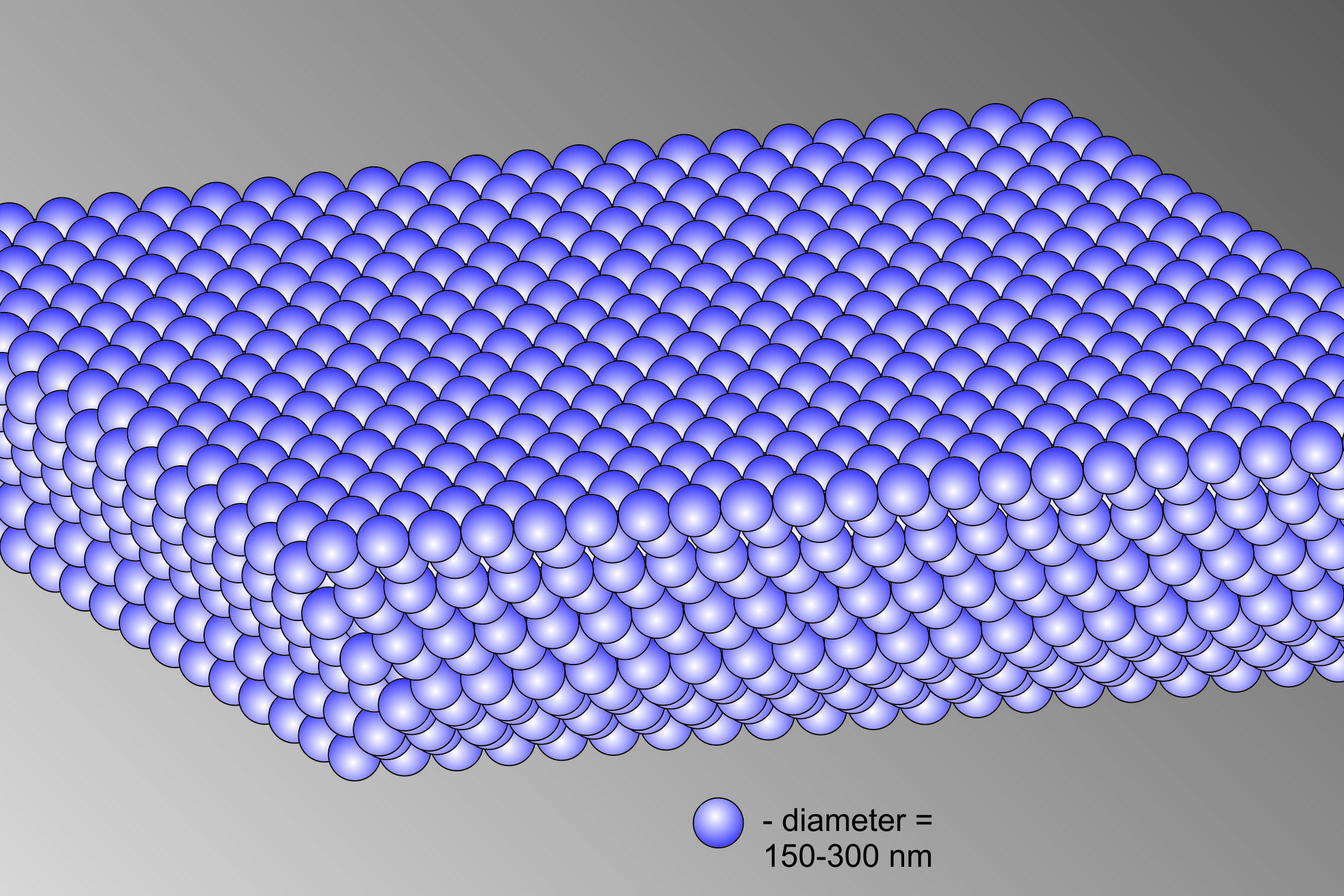
Structure moléculaire d'une opale précieuse : un réseau ordonné de sphères de SiO2

- Les feux colorés de l'opale-AG (iridescence) sont dus aux jeux de lumière provoqués par sa stratification qui provoquent des interférences et donnent cet éclat nacré (la couleur bleue des papillons morpho est due au même phénomène de diffraction par des structures microscopiques régulièrement espacées). Cette diffraction n'existe pas dans l'opale-AG commune appelée potch, dans laquelle les sphères, plus petites et de tailles différentes les unes des autres sont disposées au hasard. Les reflets blancs, bleus, gris et noirs (plus rares) sont assez fréquents mais les reflets rouges dus à des sphères plus grosses (350 nanomètres) sont très rares.
- L'opalescence concerne le phénomène optique observé sur le fond translucide de nombreuses opales.

## Synonymie

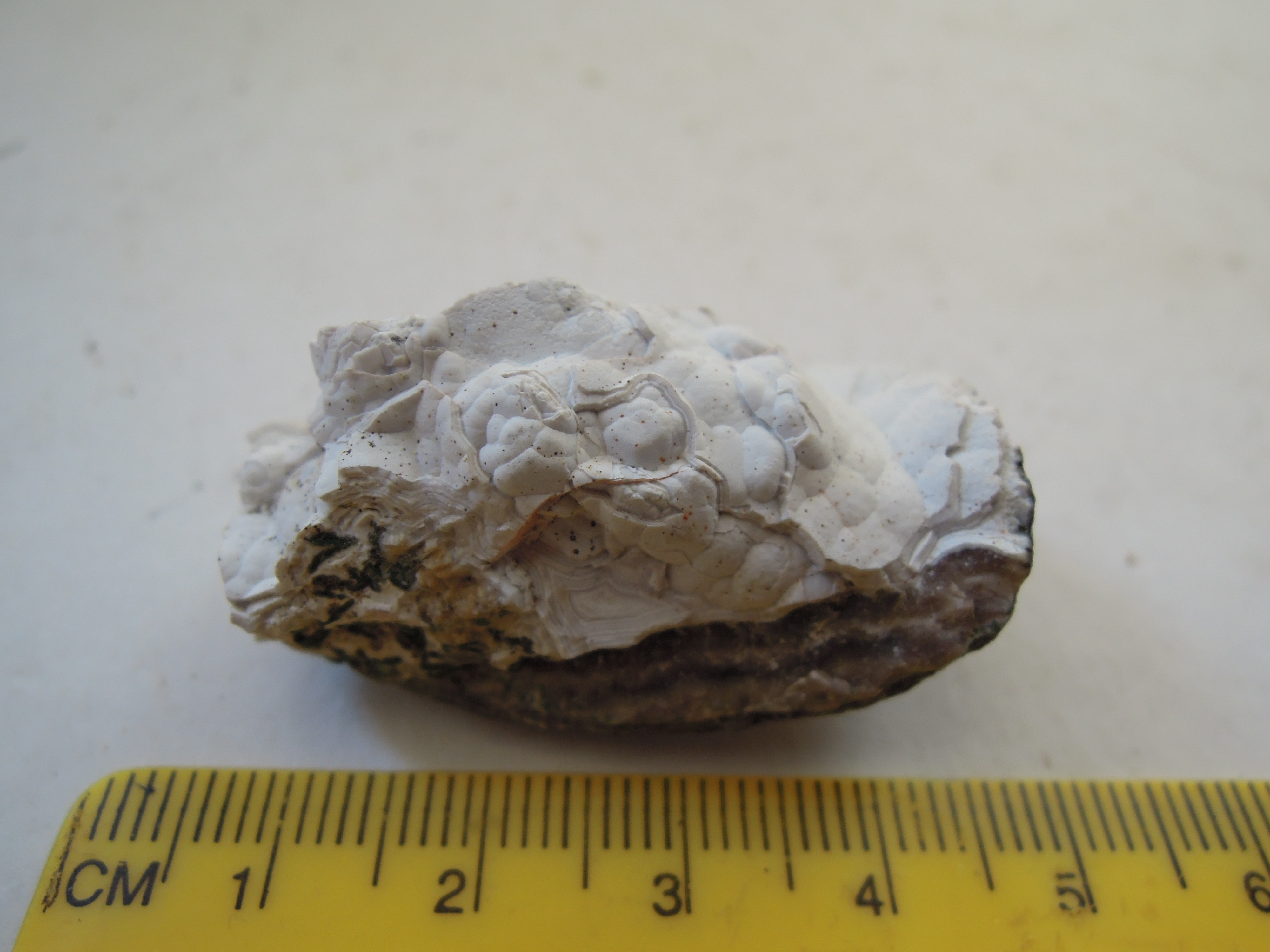
Opale cacholong, Rudice, Tchéquie.

- Opale cacholong, Rudice, Tchéquie.Cachalong, ou cacholong, mot d'origine mongole, attribué à la calcédoine puis à une variété d'agate mais qui désigne une opale sans iridescence et opaque[12].
- Opale commune (common opal) opale-AG[13].
- Opale noble (opale-AG).
- Opale potch, désigne une opale-AG sans iridescence.
- Vidrite (pour l'opale-AG)[14].
- L'« opale de bois », terme qui désignait au XIXe siècle le bois silicifié, ne correspond pas à une opale mais à un jaspe.

## Variétés

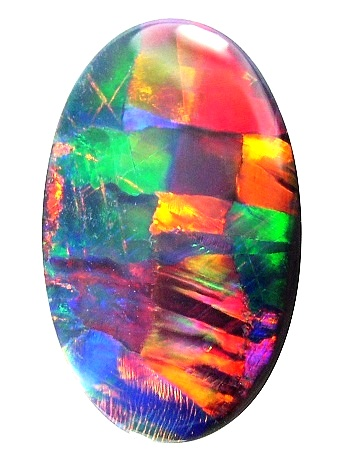
Opale arlequin

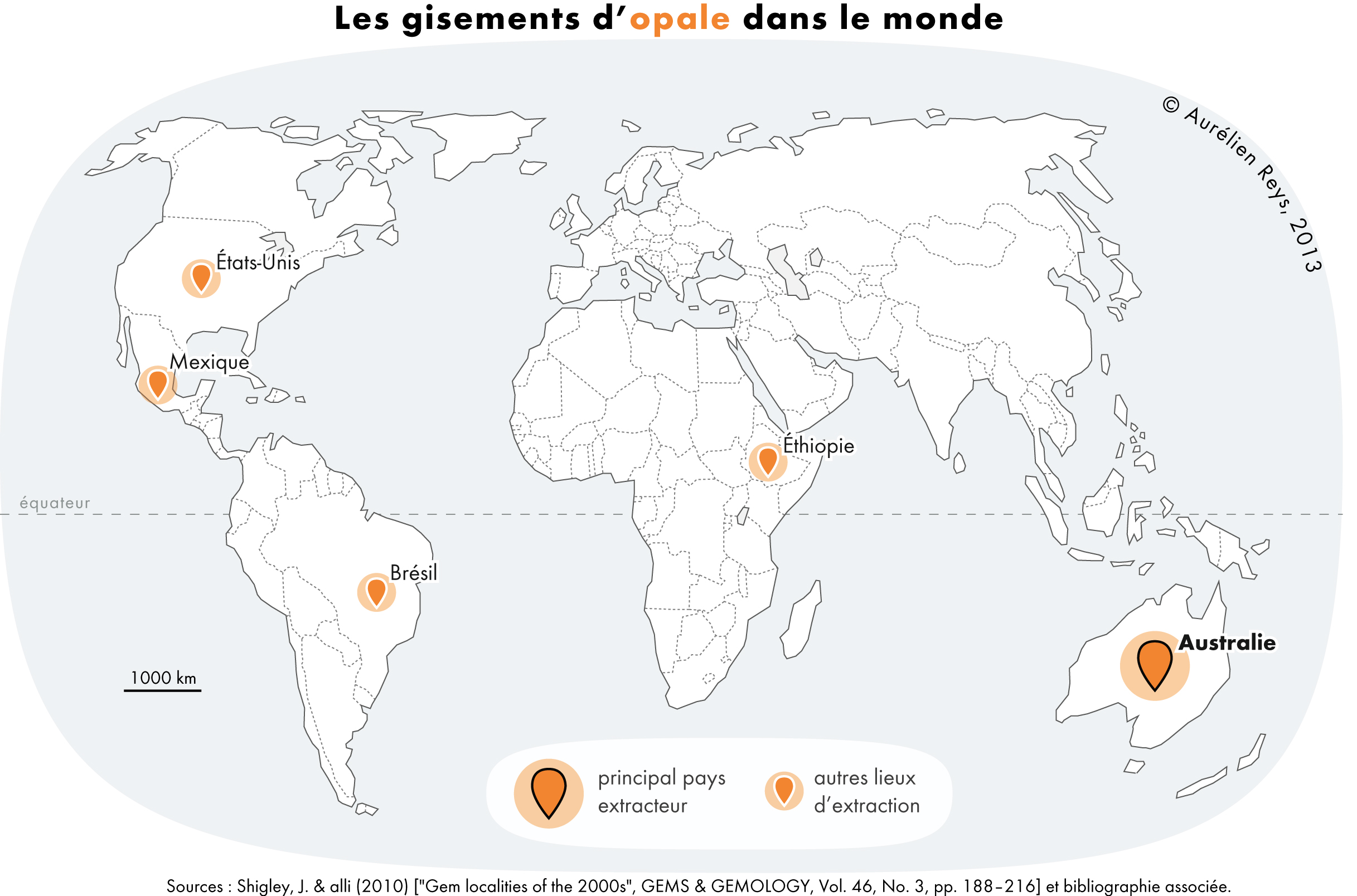
Carte des principaux pays producteurs d'opales dans le monde

L'opale présente diverses sous-variétés, dont certaines sont utilisées en joaillerie et classées comme pierre fines ; ces variétés se distinguent par leur origine, la couleur du fond ou sa nature. Sans jeux de couleurs elle est classée « commune », avec jeux de couleurs elle est classée « précieuse » ou « noble ». Le « dessin arlequin » désigne une répartition extrêmement rare des couleurs d'une opale, celle de l'habit aux carreaux bien définis, ce n'est pas une variété. Une opale « arlequin » peut être noire, blanche, boulder, etc.
- alumocalcite, décrite par Kersten sur des échantillons provenant de Lybenstock Erzgebirge, n'est en fait qu'une halloysite[15].
- diatomite, peut être considérée comme une variété d'opale, elle se forme par l'accumulation des squelettes fossiles de diatomées (diatomea).
- fiorite, décrite par le minéralogiste anglais William (Guglielmo) Thomson en 1796[16], d'après des échantillons provenant du mont Amiata, commune de Santa Fiora, province de Grosseto, Toscane, Italie. Opale botryoïdale, concrétionnée ou sous forme de stalactite de couleur blanche.
Synonymie de fiorite :
  - amiatite
  - quartz hyalin concrétionné (René Just Haüy).
- forchérite, décrite par le minéralogiste autrichien Aichhorn en 1860 ; opale jaune-orangé trouvée initialement à Holzbrücken mill, vallée d'Ingering, Knittelfeld, Styrie, Autriche, qui doit sa particularité à l'inclusion de microscopiques fragments de réalgar et d’orpiment[17].
- hydrophane, décrite par Georges-Louis Leclerc de Buffon en 1785[18], opale dont la transparence et les feux n'apparaissent que si elle est humide ou immergée dans l'eau.
- isopyre, décrite par Wilhelm Karl Ritter von Haidinger[19] à partir d'échantillons de ce minéral en Cornouailles. Opale en masse vitreuse noire à rougeâtre rappelant l'obsidienne.
- mascareignite, variété d'opale d'origine végétale et de squelettes de diatomée. Décrite par Alfred Lacroix en 1936. Son aspect l'a fait prendre pour des cendres volcaniques. Elle n'est présente que sur l'île de la Réunion (Archipel des Mascareignes).
- ménilite, variété d’opale brune ou grise, décrite à partir d’échantillons de Ménilmontant, Paris. Découvert et nommé par Saussure, mais décrite par Abraham Gottlob Werner sous le terme de polierschiefer[20].
- neslite variété d'opale légère et tendre en nodule blanchâtre, décrite par le minéralogiste toulousain Alexandre Leymérie (1801-1878), à Nesle (qui a donné l'étymologie) près de Villenauxe-la-Grande en 1840. L'analyse chimique en a été faite par Damour[21]. Cette opale a la propriété originale de flotter sur l'eau.
Synonyme pour neslite :
  - opale nectique
  - quartz nectique[22]
- opales par dépôts (Siliceous sinter en anglais), variété d'opale rencontrées par dépôts de fumeroles ou de geyser.
  - hydrolite (selon Mackenzie)
  - geyserite (synonyme : terpizite) qui désignait au XIXe siècle les dépôts de silice amorphe (souvent imprégnée de débris végétaux (plusieurs gisements dans le monde : Chine, Espagne, Hongrie, Islande, États-Unis).Opale d'or

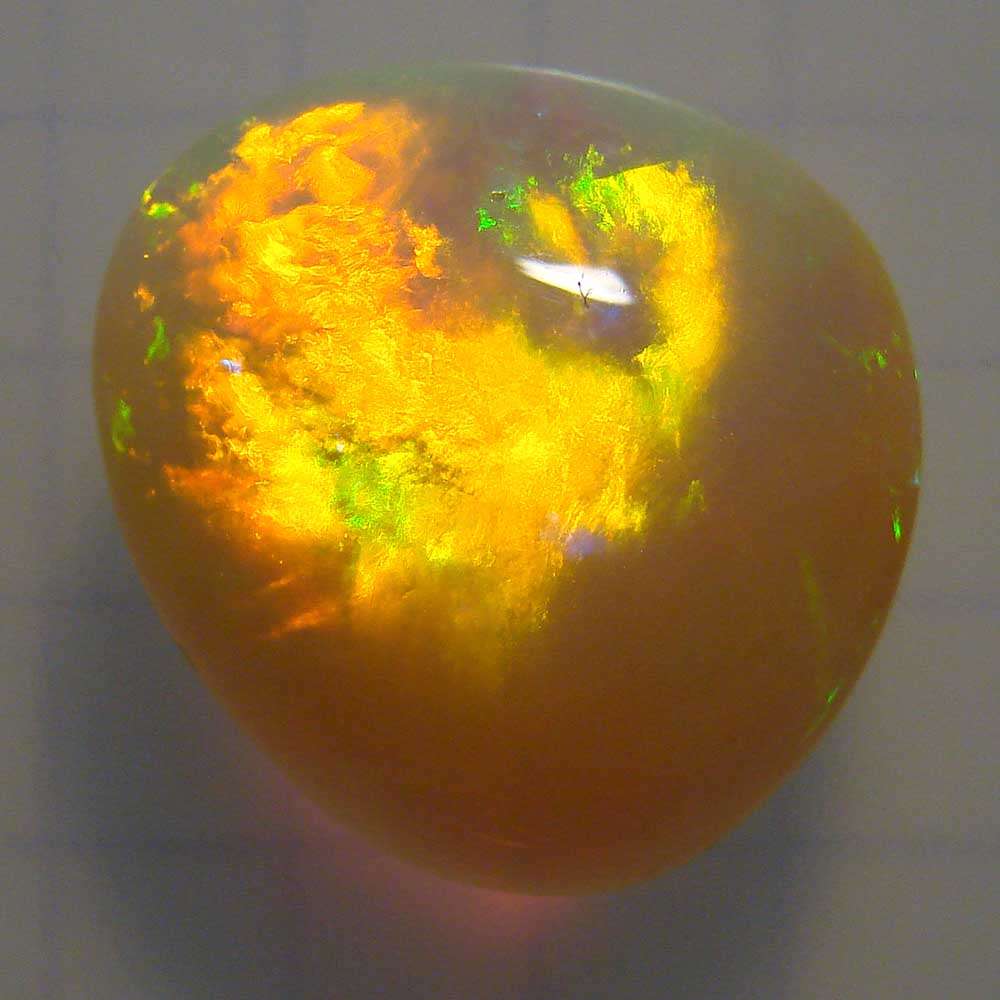
Opale d'or

  - viandite, décrite par Goldsmith est également une variété d'opale par dépôts, analogues à ceux de la geyserite. Son aspect particulier, qui rappelle la viande, a déterminé son nom[23].
- opale de feu, transparente, jaune orange ou rouge, avec ou sans jeux de couleurs.
- opale noire, aux feux vifs multicolores sur fond sombre gris à noir, l'opale noire provient presque exclusivement de Lightning Ridge ; les couleurs spectrales paraissent plus intenses sur le fond sombre. Les pierres de haute qualité sont extrêmement rares.
- opale d'or (Gold opal) variété brun-vert à jaune d'opale, décrite par Ernst Friedrich Glocker en 1847 sur des échantillons de Erdőhorváti, Zempléni Mts., Borsod-Abaúj-Zemplén Co., Hongrie[24].
- quincite (synonyme : quinzite, quincyte), variété d'opale rose découverte à Quincy, près de Bourges, Cher, France. Décrite par Pierre Berthier. Ce minéral a longtemps été décrit comme une variété de magnésite[25]. Erreur qui était reprise dans des publications jusqu'en 2000.

## Galerie

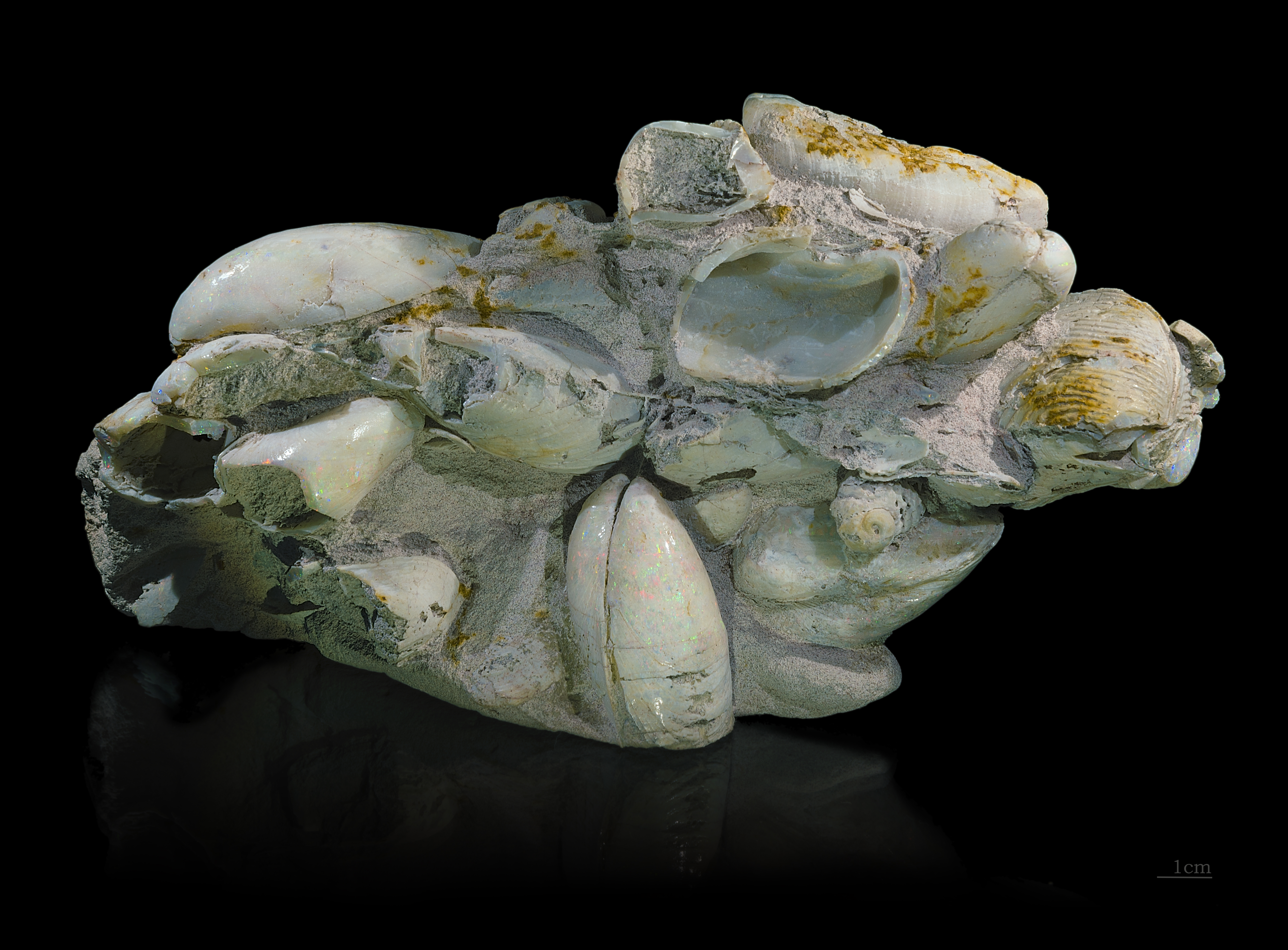
Groupe de coquillages en opale noble du Queensland, Australie (21 × 10 cm)
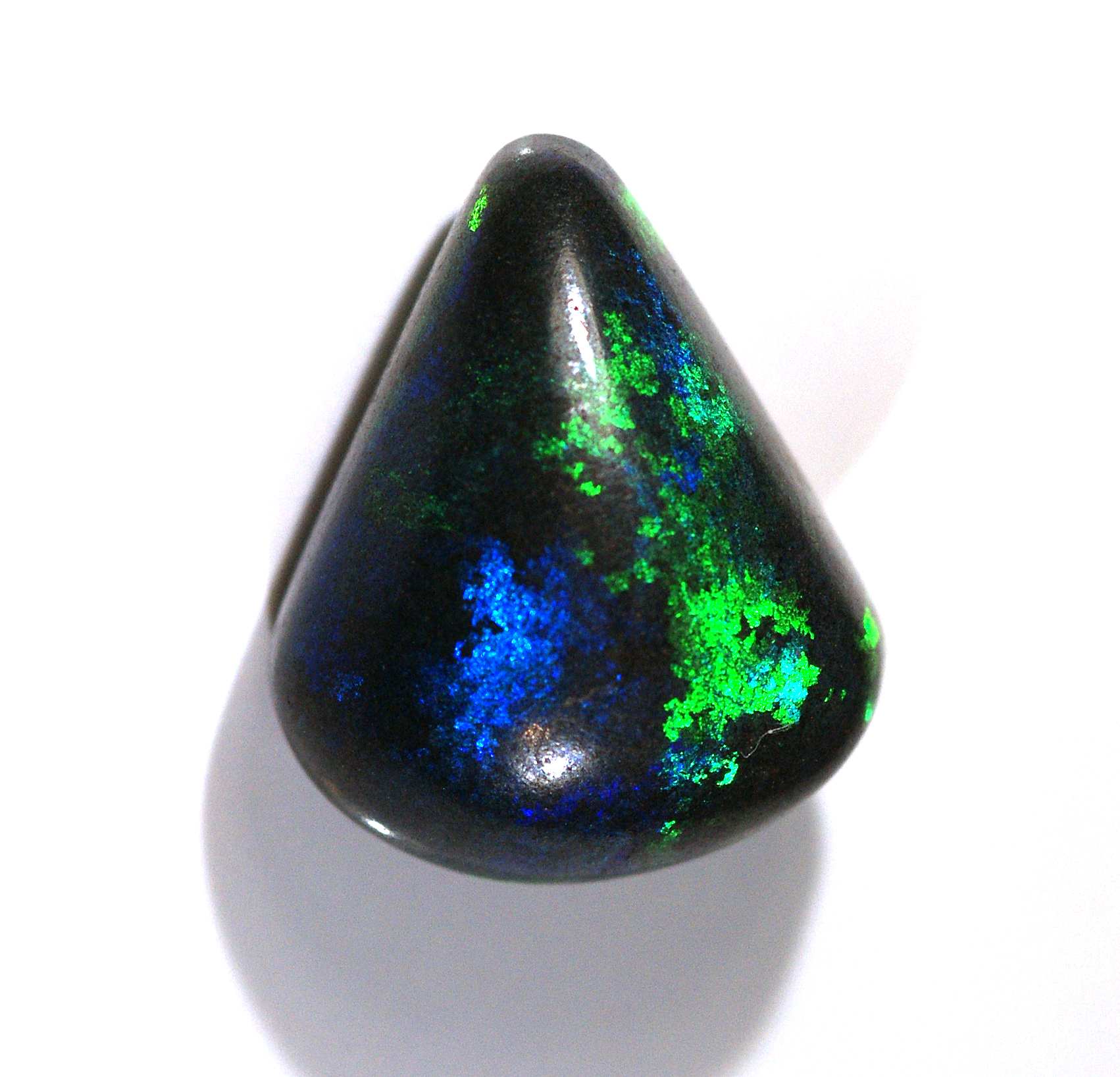
Opale noire - Lightning Ridge, New South Wales, Australie (15 × 12 mm)
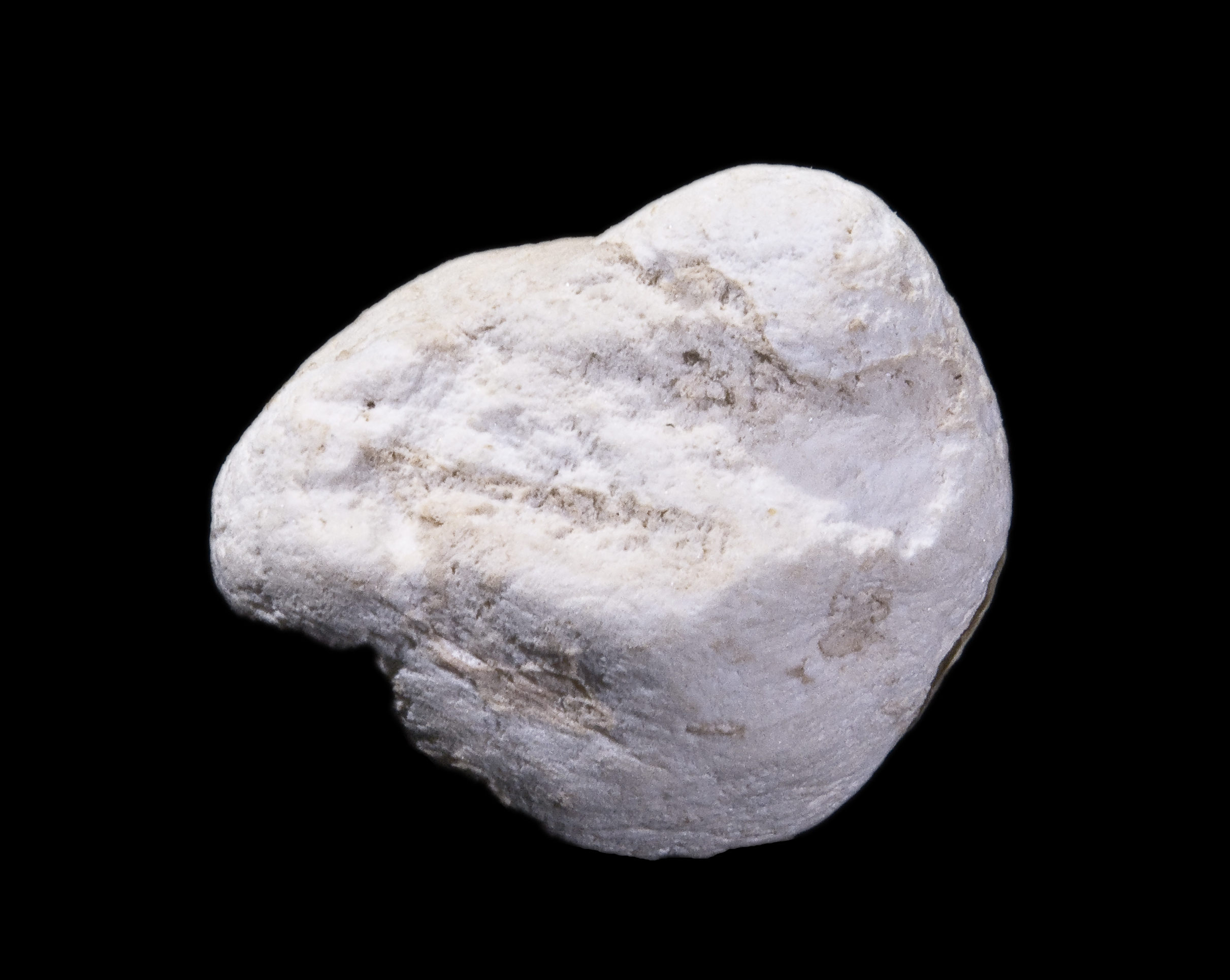
Opale nectique (Neslite) - Saint-Ouen, Paris[26] (3,3 × 2,9 cm)
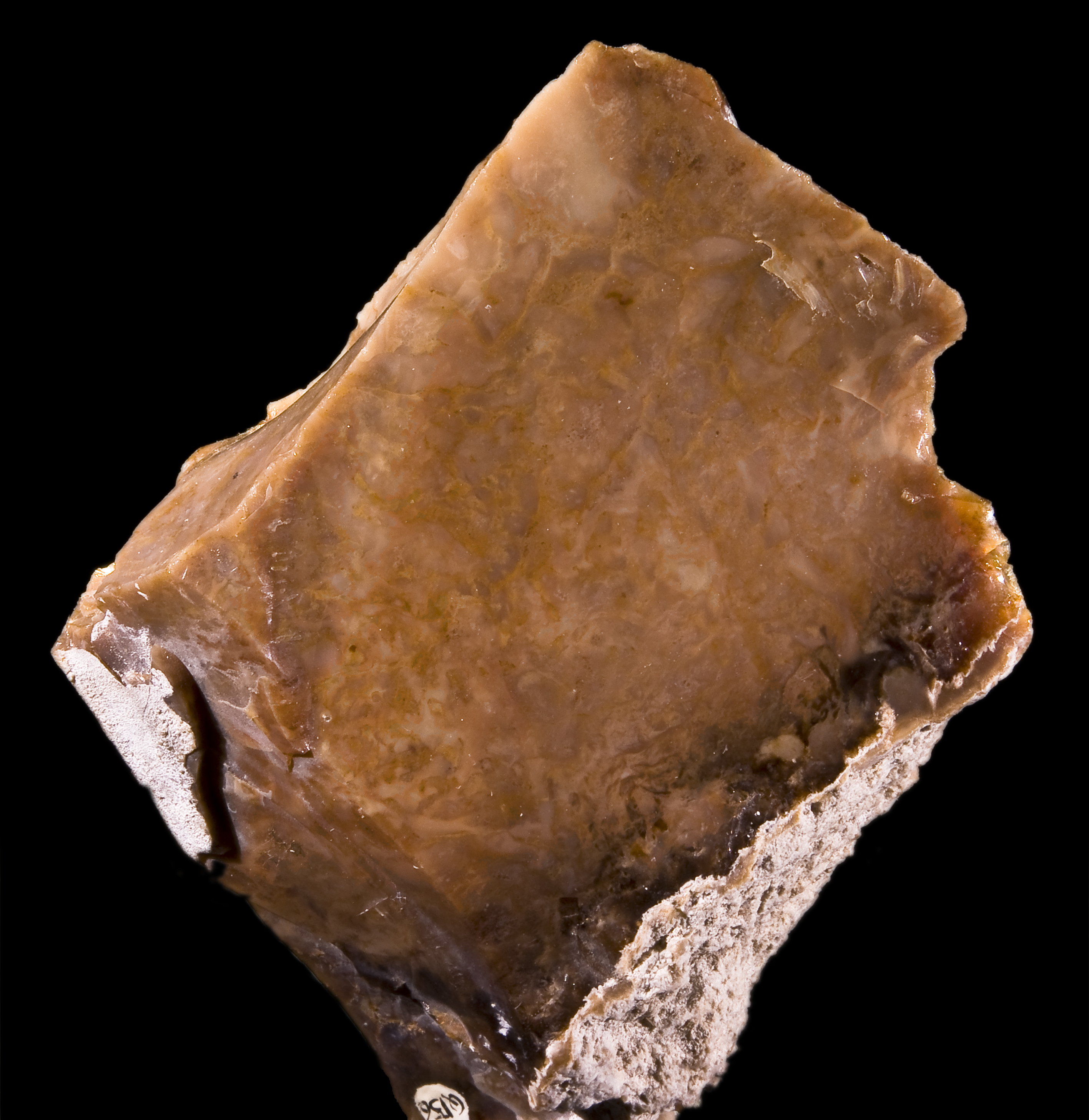
Ménilite (Opale Résinite) - Plateau de Merdogne, Puy-de-Dôme, France (9 × 6,8 cm)
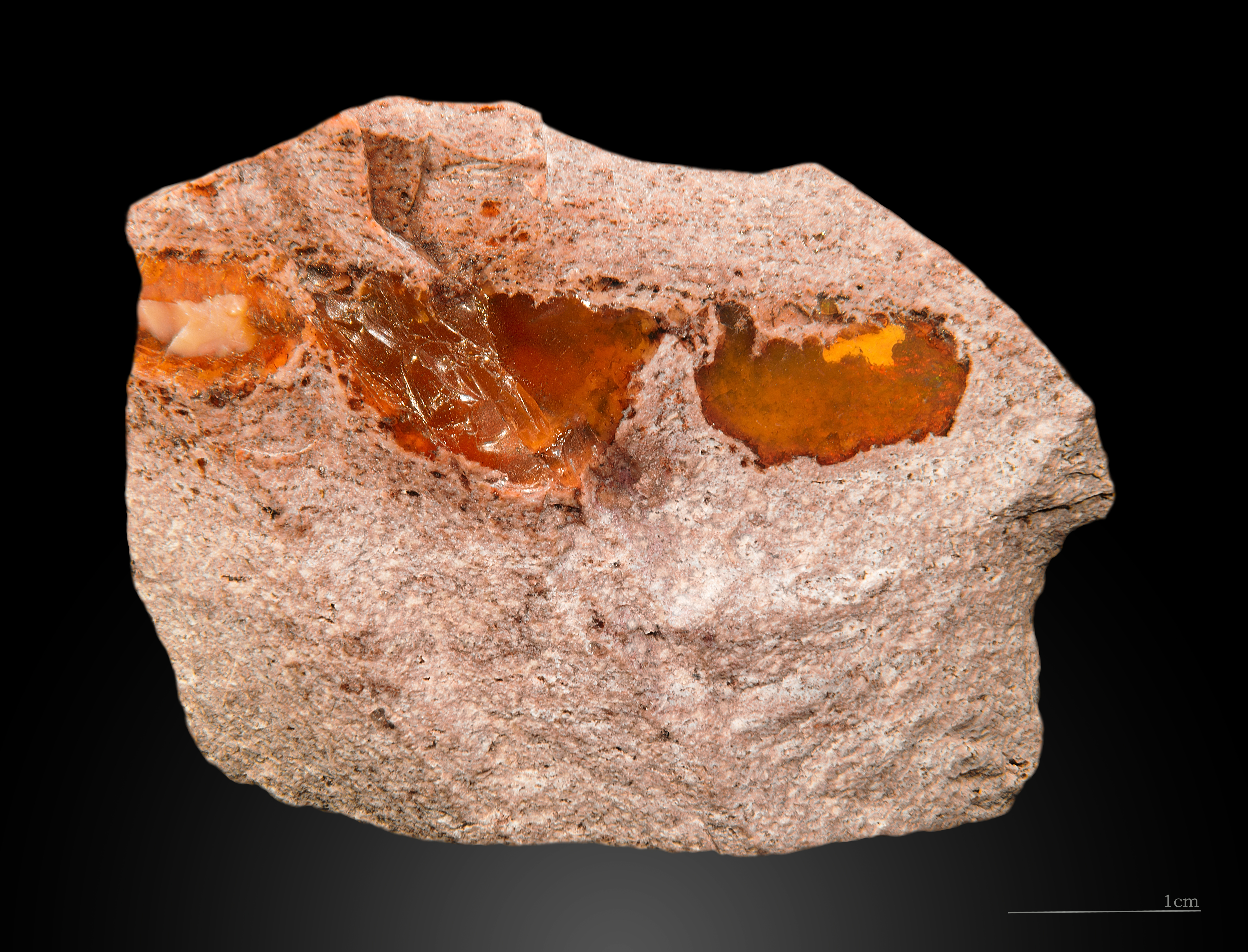
Opale de feu - Chihuahua, Mexique (5 × 3,5 cm)
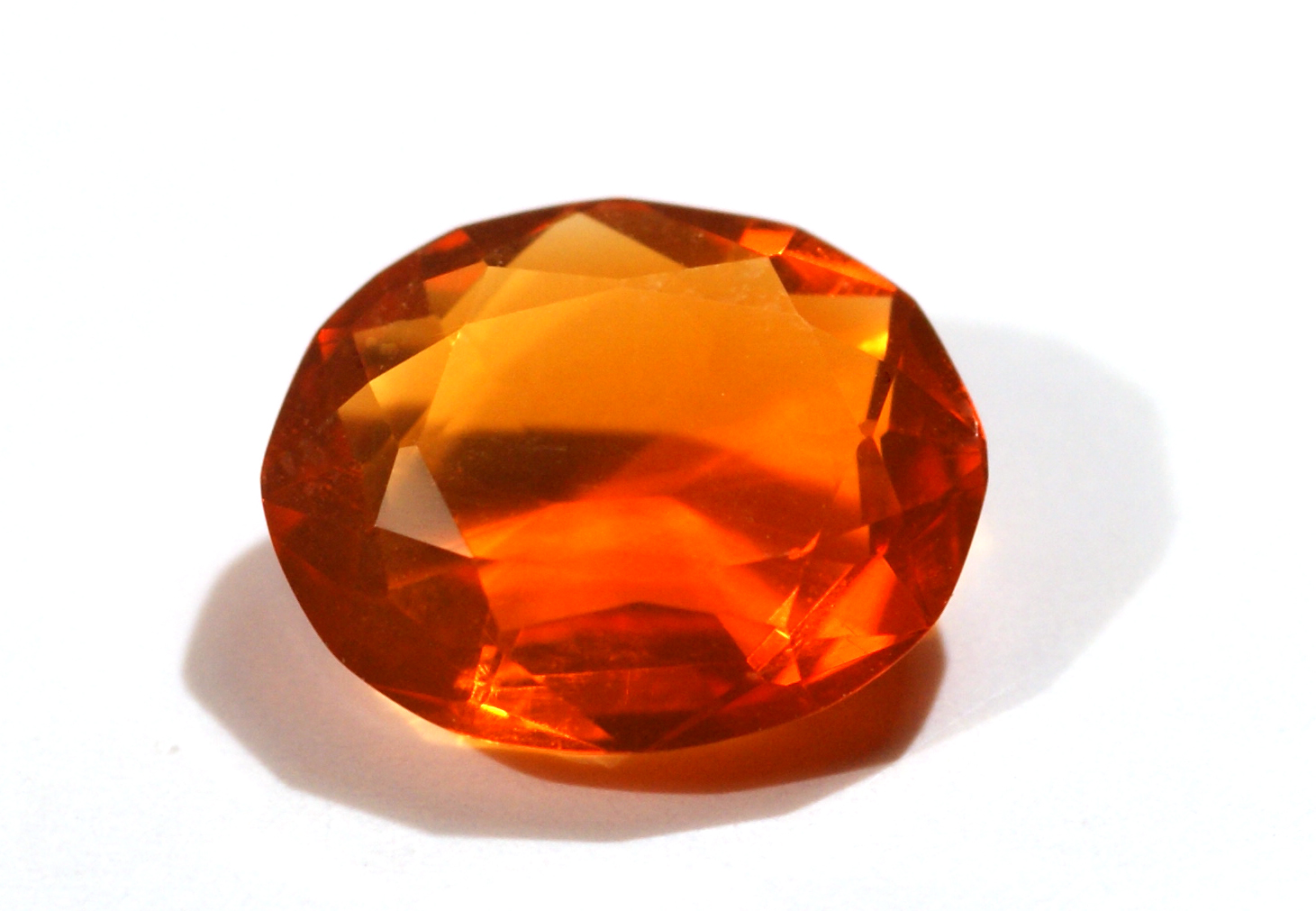
Opale de feu taillée - Chihuahua, Mexique (12 × 9 mm)
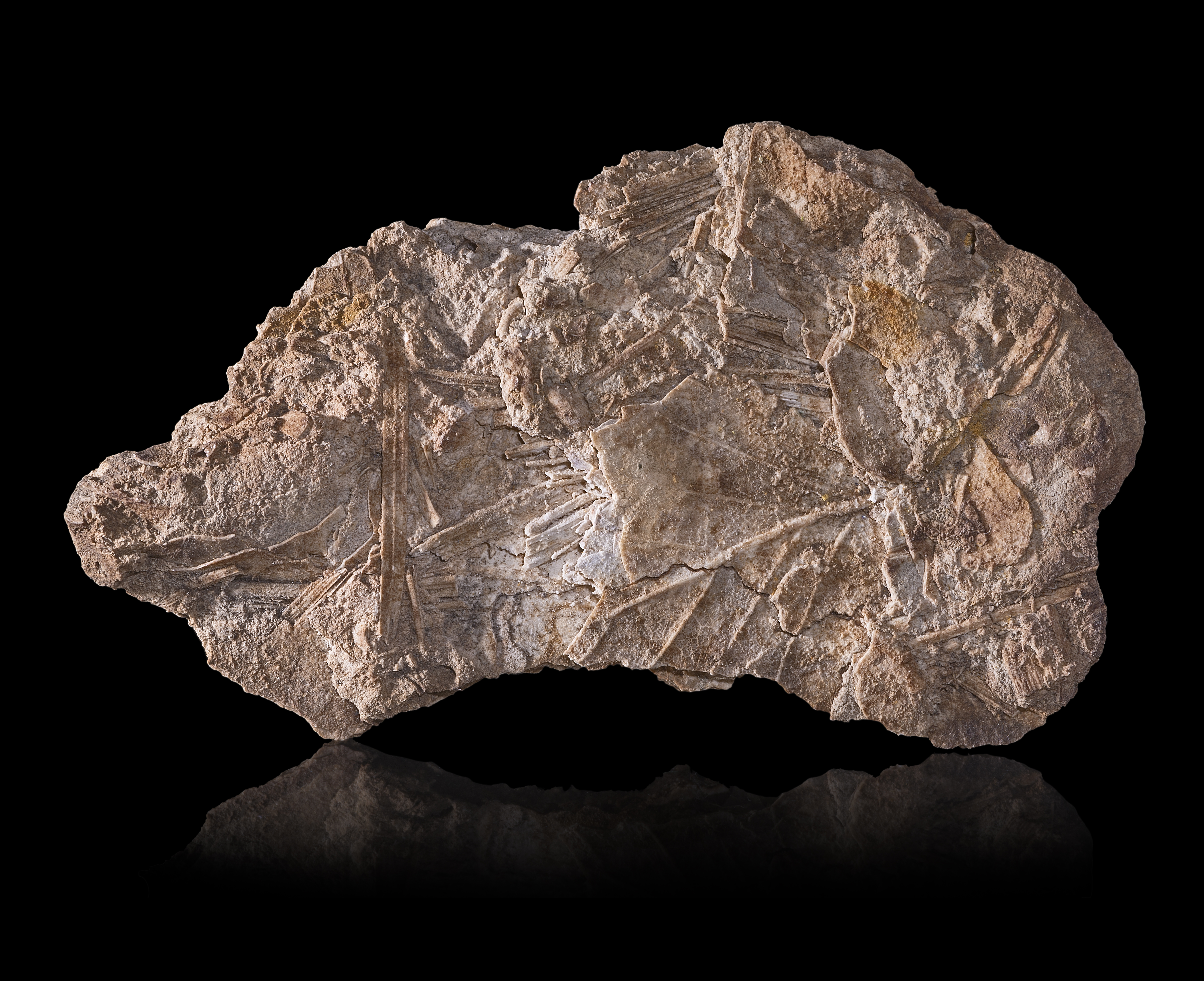
Opale Geyserite - Islande (9 × 5,5 cm)
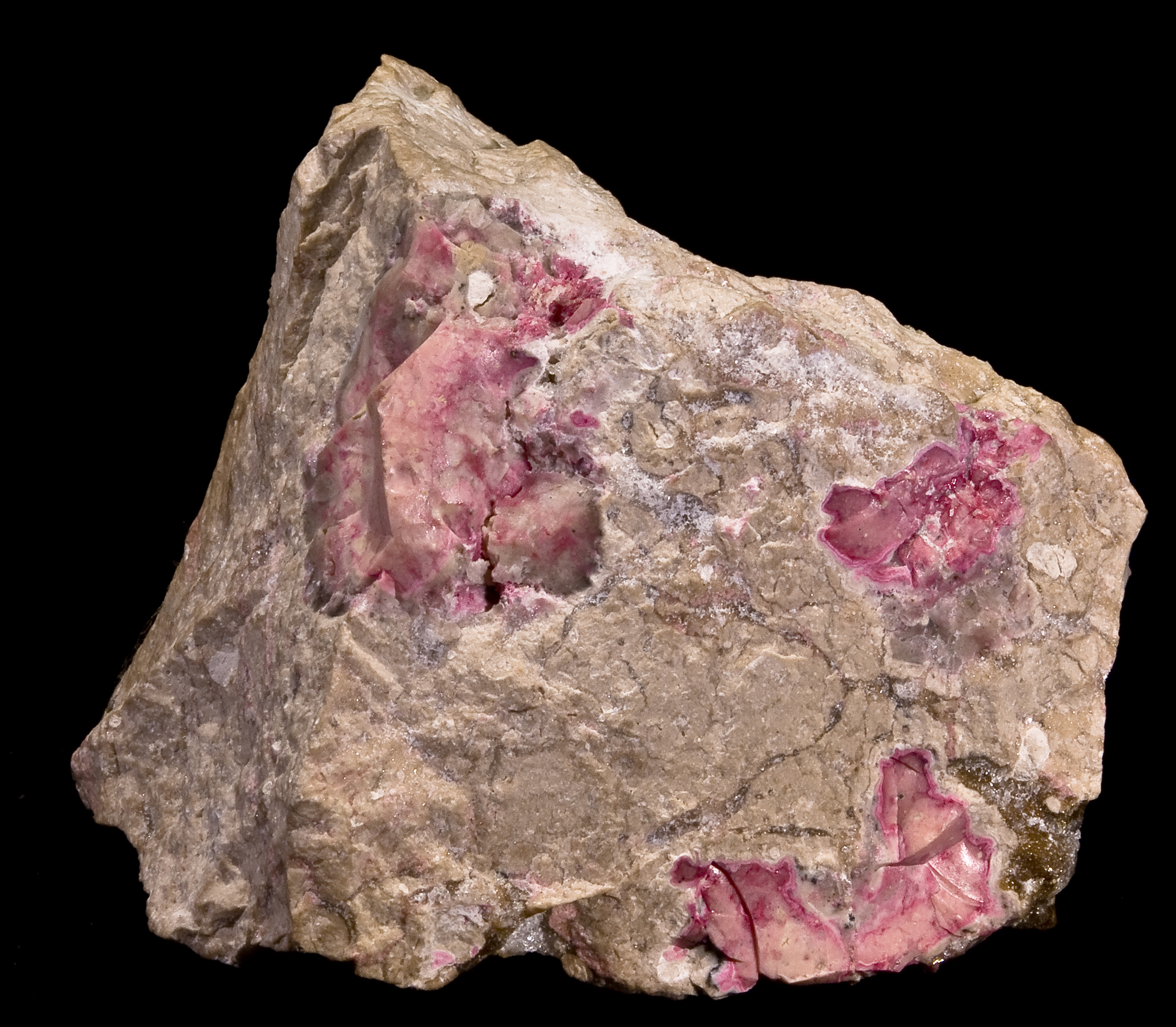
Quincite - Quincy, Cher, France (8 × 8 cm)
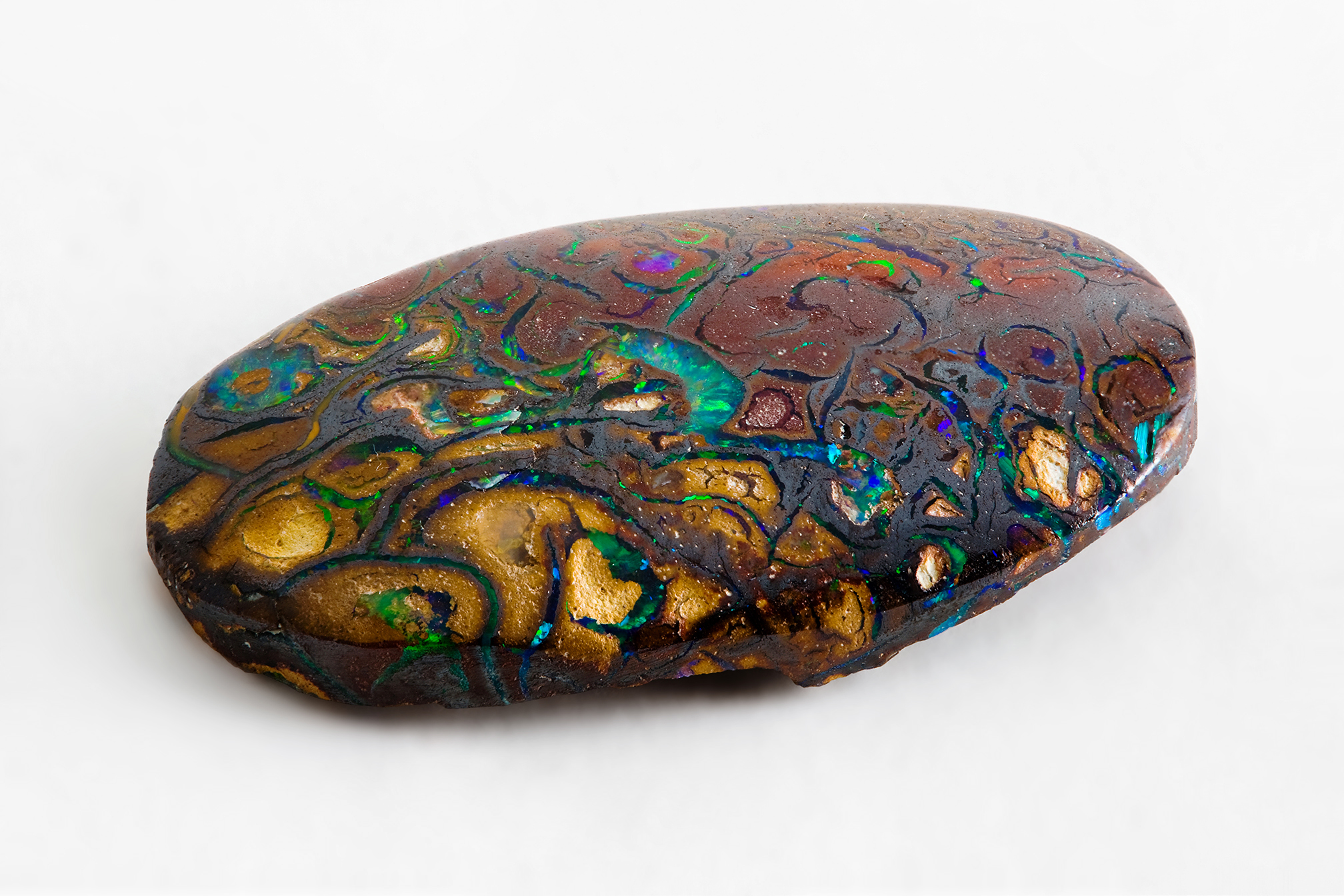
Yowah, Queensland, Australie
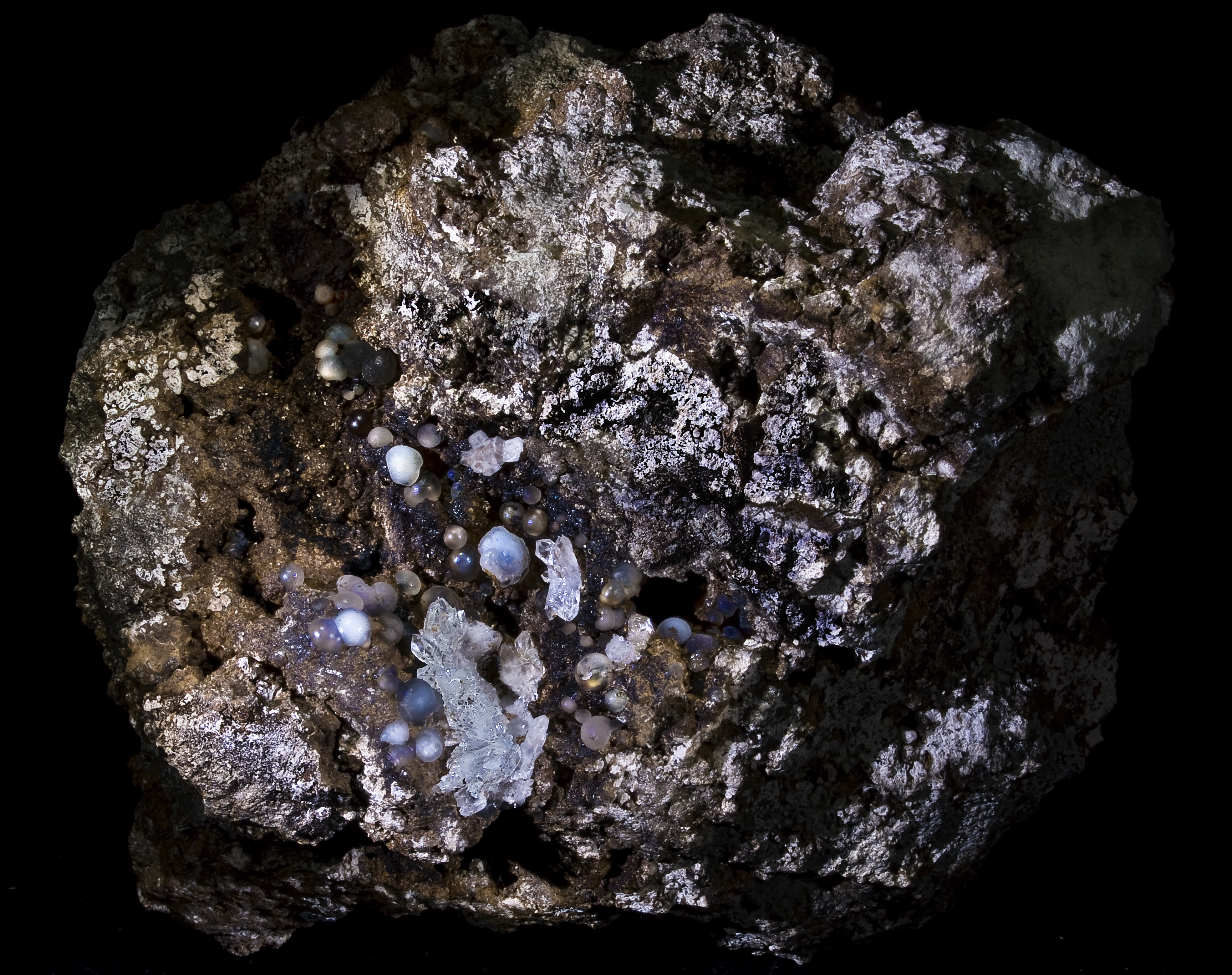
Opale CT (lussatite) sur calcaire bitumineux - Lussat, France
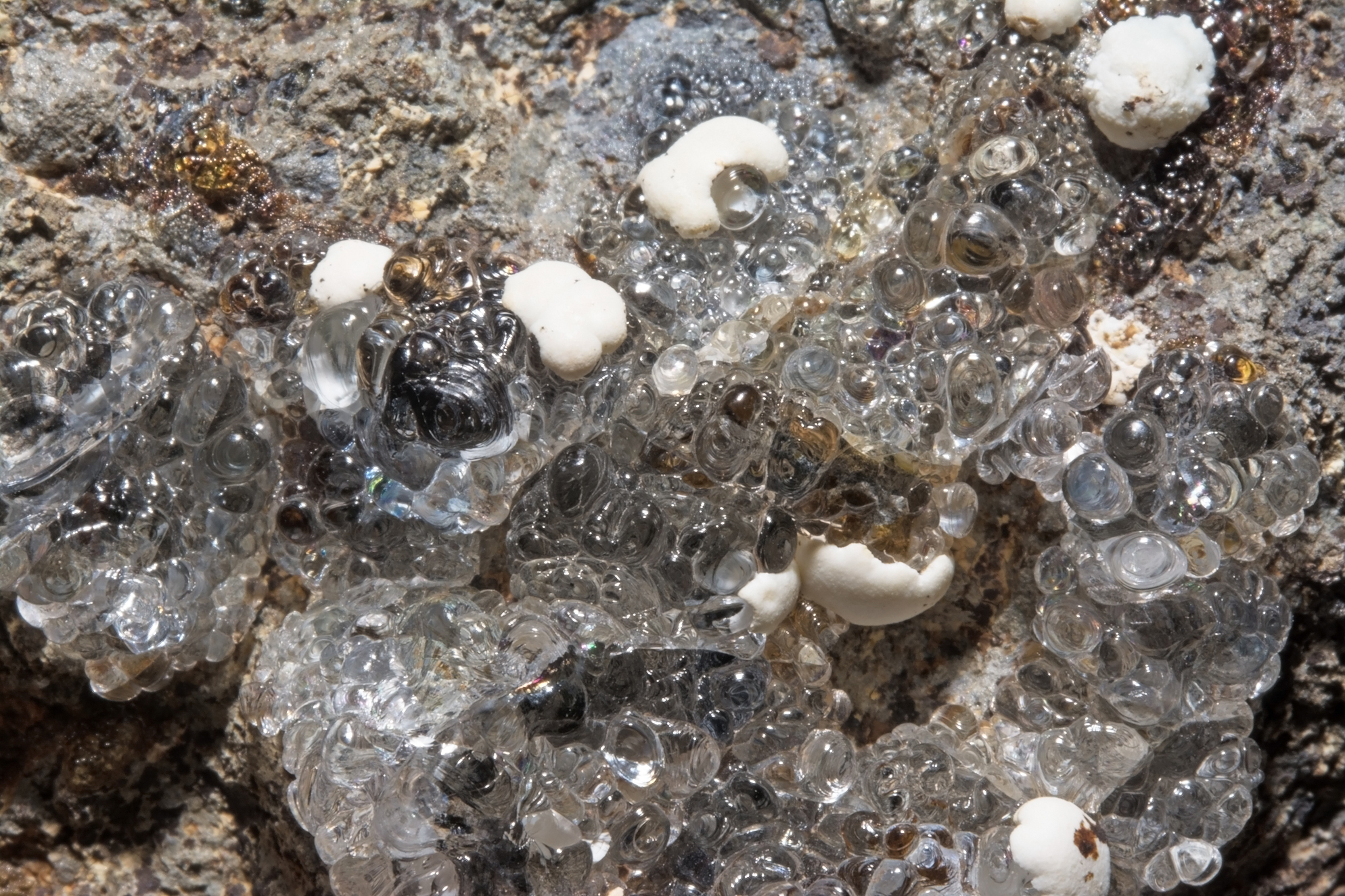
Opale AN (hyalite) et staffelite - Doupov, Bohème, Tchéquie
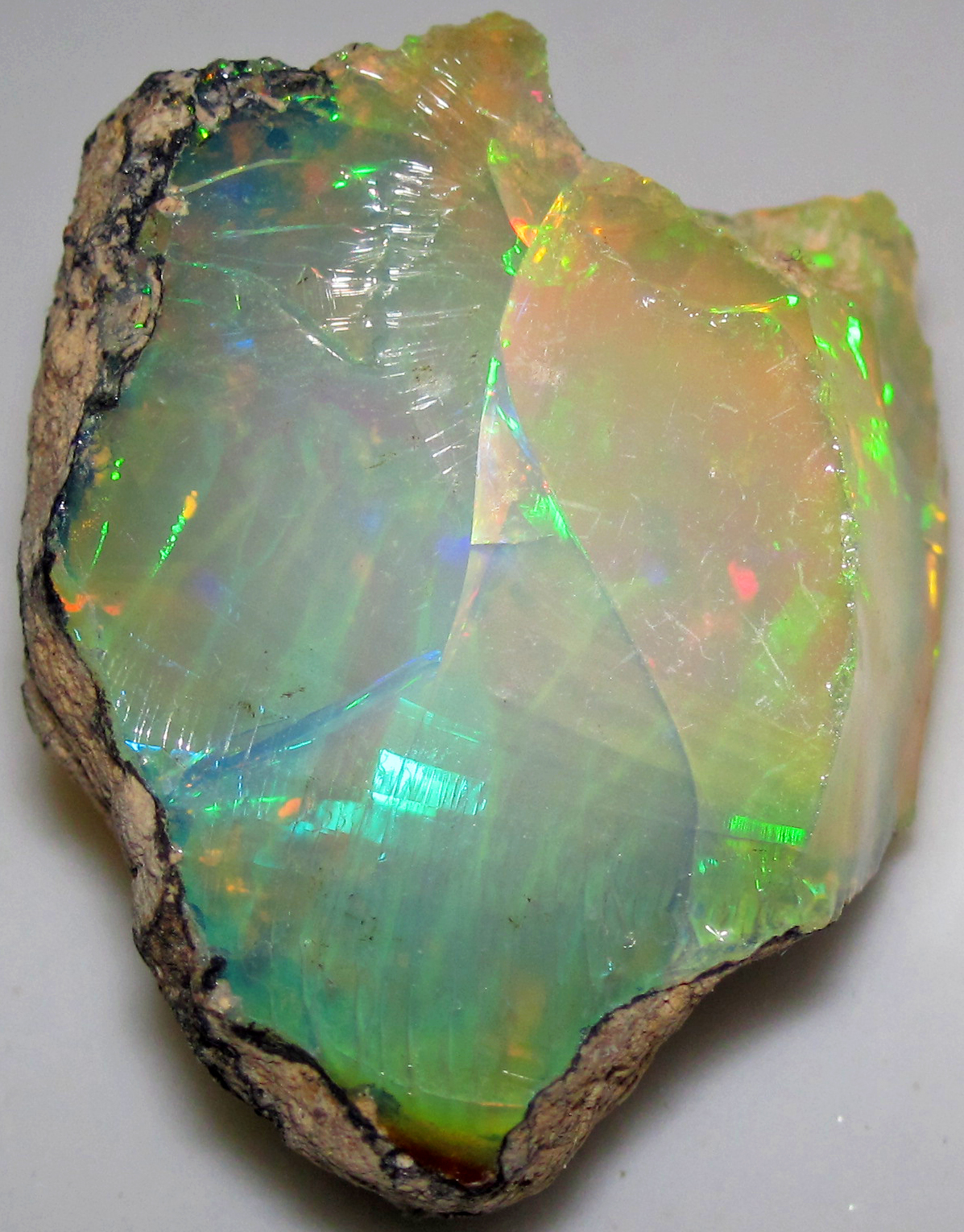
Opale CT hydrophane après séchage, Éthiopie
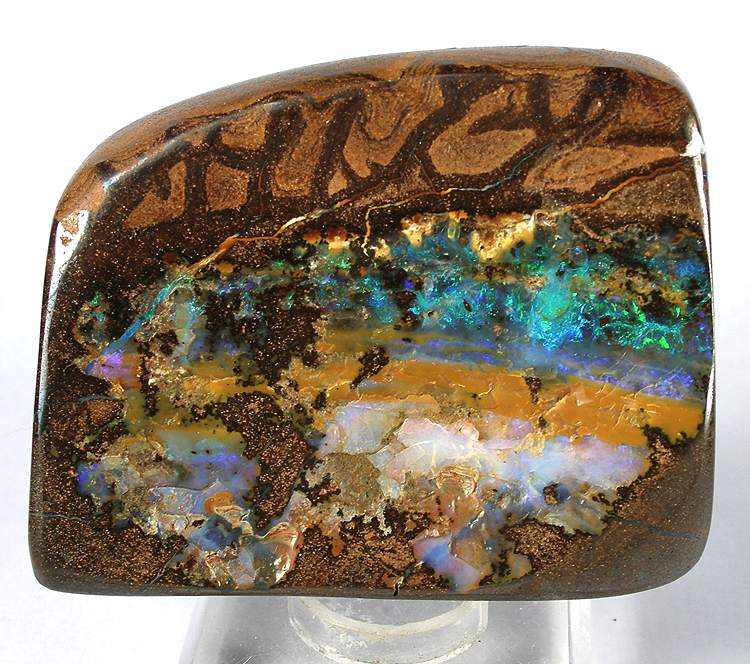
Opale boulder, Quilpie, Australie (7,8 × 6,3 cm)

## Gisements pour opale-AG

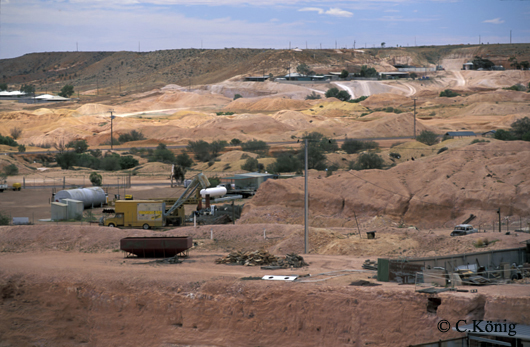
Extraction des opales à Coober Pedy, Australie

Le lessivage dû à l'érosion entraîne la silice en solution, jusqu'à la nappe. Ce lessivage, tertiaire concerne aussi bien la roche que les coquilles prises dans le dépôt. L'opale s'est déposée, par paquets dans la roche ou à la place des coquilles, lorsque la nappe est descendue à la suite d'une longue période de sécheresse.
Le dépôt n'est donc pas prévisible, il n'y a pas de veines, et l'exploitation doit se faire très délicatement, à la main ou avec de petites machines (exploitation plus ou moins artisanale) pour ne pas rater les dépôts qui peuvent être gros comme le poing ou même moins.
Les gisements principaux se trouvent en Australie et en Amérique (Mexique, États-Unis, Canada).
La première découverte d'opale en Australie date de 1849 et fut faite par le géologue allemand Johannes Menge. La production commença à White Cliffs (Nouvelle Galles du Sud) en 1890 et à Opalton (Queensland) en 1896.

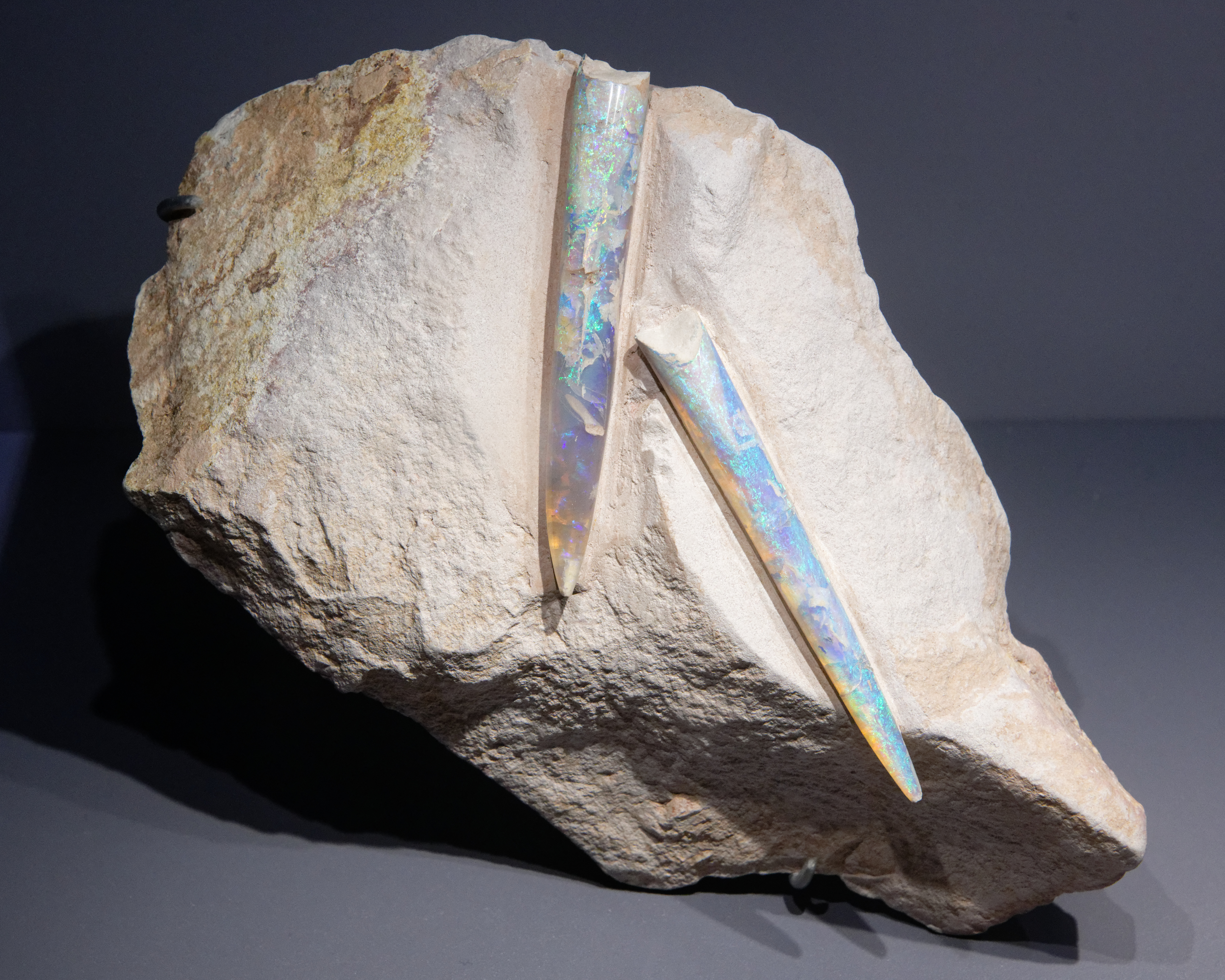
Bélemnites fossilisées en opale - Coober Pedy, Australie (MNHN)

Les champs d'opale de Coober Pedy produisent les trois quarts des opales du monde. Ils s'étendent sur 70 kilomètres de Mintabie au nord à Andamooka au sud, découverts entre 1920 et 1930 et dont les opales ont une faible teneur en eau (< 6 %) et des couleurs vives. L'opale se trouve dans des couches d'argiles sableuses déposées au Crétacé par la mer peu profonde qui recouvrait les trois larges dépressions qui forment le Great Artesian Basin : le Carpentaria Basin, le Eromanga Basin et le Surat Basin.
Lightning Ridge est connu pour ses squelettes transformés en opale dont Pandora qui provient de l'épaule d'un plésiosaure.
Le Stuart Range Opal Field fut découvert lors de la prospection pour l'or en 1915.
- En Australie : Lightning Ridge (Nouvelle Galles du Sud), Coober Pedy (Australie-Méridionale), Yowah et Opalton (Queensland).
- Au Mexique : San Juan del Rio découvert en 1855.
- Aux États-Unis : Virgin Valley (Nevada) et Opal Butte.
- Autres gisements (non exhaustif) : Brésil, Éthiopie, Indonésie, Honduras, Slovaquie, Hongrie, Canada.

### Les plus grosses opales
- La plus grosse opale qualité gemme au monde pèse 4,72 kg.
- La Jupiter Five : 5 kg, le plus gros morceau d'opale non travaillé.
- L'opale de la comète de Halley (Halley's Comet Opal (en)), est l'opale noire la plus grosse du monde.
- L'opale galaxie (Galaxy Opal) était listée comme la plus grosse opale polie du monde dans le livre Guiness des records de 1992.
- Perséphone : opale polie.

### Opales célèbres
- L'opale l'Incendie de Troie était une opale de feu à la couleur très intense que Napoléon Ier avait offerte à Joséphine de Beauharnais[27]. Ce fut la première opale à être nommée.
- L'opale Olympic Australis (en), est l'opale la plus grosse et la plus chère du monde.
- L'opale Andamooka, donnée à la reine Élisabeth II est aussi connue sous le nom d'opale de la reine (Queen's Opal).
- L'opale de feu de la reine (Flame Queen Opal (en)).
- L'opale de Roebling (Roebling Opal) exposée au musée Smithonian[28].

## Gemmologie

### Opales artificielles
On peut donner un aspect opalescent à un matériau transparent en formant des petites paillettes ou des bulles, qui vont créer le même phénomène de diffraction (voir l'article Réseau de diffraction).

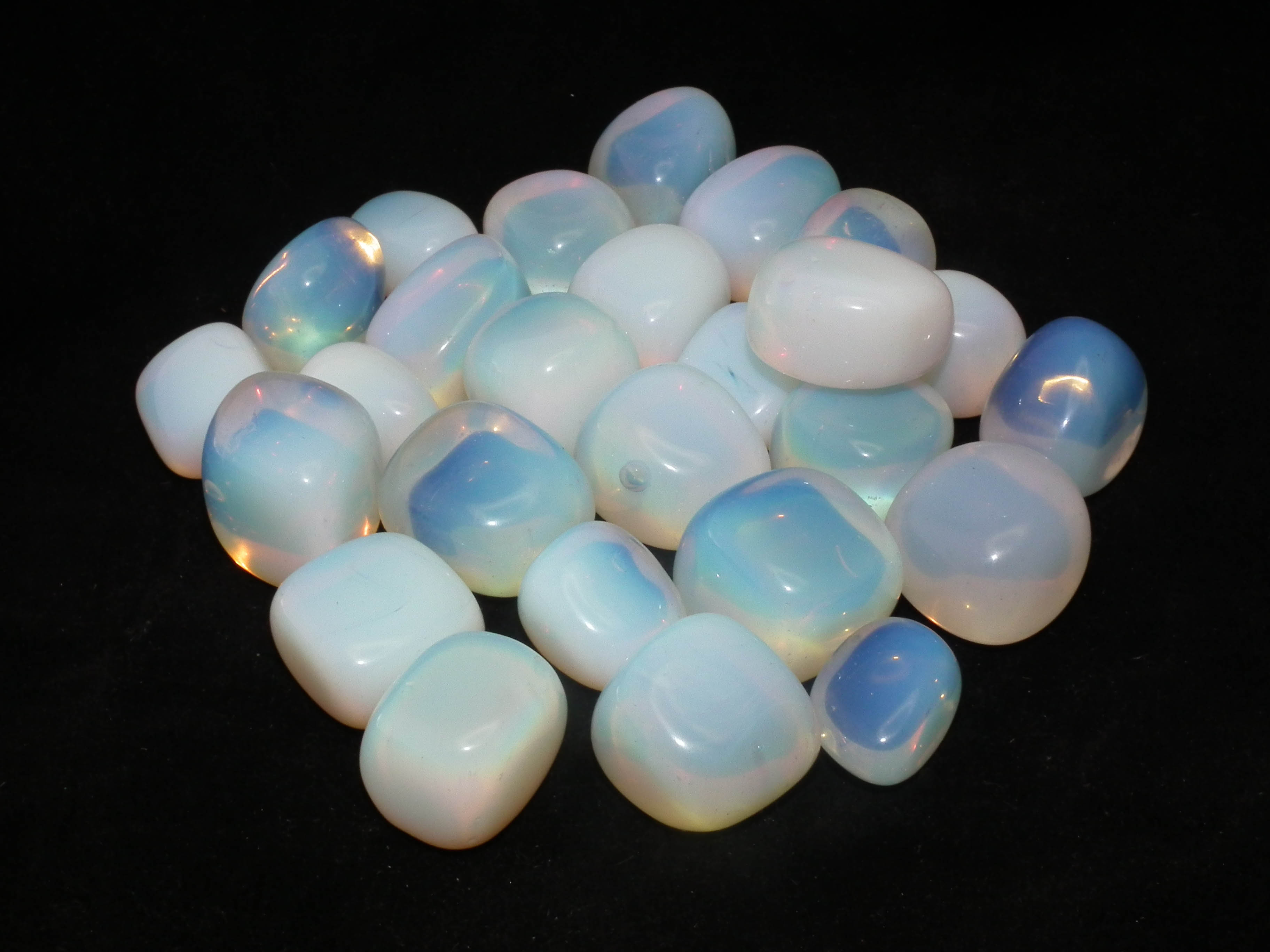
Opalite synthétique, de 10 à 20 mm polie au tambour

La réaction chimique de Stöber permet de produire des suspensions de billes de silice d'un diamètre de quelques centaines de nanomètres. Ces suspensions donnent des opales par simple décantation suivie d'un chauffage à 945 °C pendant quelques heures. Les opales obtenues sont laiteuses.
- Dans la verrerie, on peut utiliser un verre contenant du fluor. Lors de la solidification, il va se former des précipités de fluorure de sodium (NaF) et de fluorine (CaF2). Ces particules font moins de 0,5 µm de diamètre, et représentent typiquement 5 à 7 % du volume total[29].
- Après la fermeture de Gilson qui en a été le pionnier, les seuls producteurs d'opale synthétique sont Kyocera d'Inamori et Chatham Created Gems de San Francisco. L'opale synthétique présente des champs de couleur plus grands, à bords irréguliers et des couleurs plus vives, mais ce n'est pas toujours évident. On y voit aussi des strates par transparence, qui n'existent pas dans les opales naturelles.
- la fluorescence et la phosphorescence de certaines opales sont de bons critères de reconnaissance des opales naturelles.

### Terminologie
L’opale-AG n'est pas une pierre précieuse, comme son étymologie le suggère mais une pierre fine.
- « Blue opal » désigne en fait la lazulite (phosphate de magnésium et de fer).
- « Opale de Ceylan » ou « Opale céleste » désigne en fait une « pierre de lune ».
- « Opale chinoise » désigne une calcédoine.
- « Opale noire » désigne un doublet fait d’opale blanche collée sur onyx.

Toutes ces terminologies sont interdites par le CIBJO (World jewellery confederation).